# Nerocila californica
Nerocila californica är en kräftdjursart som beskrevs av Schioedte och Frederik Vilhelm August Meinert 1881. Nerocila californica ingår i släktet Nerocila och familjen Cymothoidae. Inga underarter finns listade i Catalogue of Life.